# Gare d’Ollioules - Sanary
Gare d’Ollioules - Sanary vasútállomás Franciaországban, Ollioules településen.

## Vasútvonalak
Az állomást az alábbi vasútvonalak érintik:
- Marseille–Ventimiglia-vasútvonal

## Kapcsolódó állomások
A vasútállomáshoz az alábbi állomások vannak a legközelebb:
- Gare de La Seyne - Six-Fours
- Gare de Bandol